# Ismaily (football)
Pour les articles homonymes, voir Ismaily.
Ismaily Gonçalves dos Santos dit Ismaily, né le 11 janvier 1990 à Ivinhema au Brésil, est un footballeur brésilien qui évolue au poste de latéral gauche au LOSC Lille.

## Biographie
Commençant sa carrière au Brésil, il rejoint le Grupo Desportivo Estoril-Praia au cours de la saison 2009-2010, puis Olhanense et enfin le Sporting Braga. Il s'exporta en Ukraine et le Chakhtar Donetsk en 2013. Depuis, il remporta avec son équipe 4 Championnat d'Ukraine de football, et 3 fois la Coupe d'Ukraine.
Il atteint les demi-finales de la Ligue Europa en 2016 avec le Chakhtar Donetsk, en étant battu par le club espagnol du FC Séville. Il atteint ensuite, toujours avec le Chakhtar, les huitièmes de finale de la Ligue des champions en 2018, en étant éliminé par le club italien de l'AS Roma.

### LOSC Lille (2022-2025)
Lors de l'été 2022, Ismaily résilie son contrat avec le Chakhtar et s'engage quelques jours plus tard avec le LOSC Lille pour une saison, plus une en option. Il y retrouve son ancien entraîneur Paulo Fonseca.
Il joue son premier match en France lors de la deuxième journée de Ligue 1 face à Nantes. Il entre en jeu à la reprise de la seconde période à la place de Tiago Djaló et marque quelques minutes plus tard son premier but sous ses nouvelles couleurs. Il s'agit du 5000e but de l'histoire du LOSC, toutes compétitions confondues.
Initialement en fin de contrat en juin, il rempile pour une saison avec Lille qui ont officialisé le 17 mai 2024 sa prolongation jusqu'en juin 2025.
Touché au genou à l'entame de la saison 2024-2025, Ismaily doit subir une intervention chirurgicale au niveau du ménisque, comme le révèle Bruno Genesio, le coach lillois, lors de la 2e journée.
A l'issue de la saison 2024-2025, en fin de contrat, Ismaily refuse une offre de prolongation jugée insuffisante. Cette décision marque la fin de son aventure avec le club nordiste.

### Carrière internationale
En mai 2017, il manifeste son intérêt pour jouer pour la sélection ukrainienne. Le 20 mars 2018, à la suite des blessures de Filipe Luis et Alex Sandro, il est appelé par le sélectionneur brésilien Tite pour deux matches amicaux face à la Russie et l'Allemagne, durant lesquels il restera sur le banc.

## Statistiques
| Saison                | Club                  | Championnat           | Championnat | Championnat | Championnat | Coupe nationale | Coupe nationale | Coupe nationale | Coupe de la Ligue | Coupe de la Ligue | Coupe de la Ligue | Supercoupe | Supercoupe | Supercoupe | Compétition(s) continentale(s) | Compétition(s) continentale(s) | Compétition(s) continentale(s) | Compétition(s) continentale(s) | Total | Total | Total |
| Saison                | Club                  | Division              | M.          | B.          | P.d.        | M.              | B.              | P.d.            | M.                | B.                | P.d.              | M.         | B.         | P.d.       | Comp.                          | M.                             | B.                             | P.d.                           | M.    | B.    | P.d.  |
| 2009-2010             | GD Estoril-Praia      | Ledman Liga Pro       | 30          | 1           | 0           | 1               | 0               | 0               | 7                 | 0                 | 0                 | -          | -          | -          | -                              | -                              | -                              | -                              | 38    | 1     | 0     |
| 2010-2011             | SC Olhanense          | Primeira Liga         | 17          | 1           | 0           | 2               | 0               | 0               | 5                 | 1                 | 0                 | -          | -          | -          | -                              | -                              | -                              | -                              | 24    | 2     | 0     |
| 2011-2012             | SC Olhanense          | Primeira Liga         | 25          | 1           | 1           | 1               | 0               | 0               | 1                 | 0                 | 0                 | -          | -          | -          | -                              | -                              | -                              | -                              | 27    | 1     | 1     |
| Sous-total            | Sous-total            | Sous-total            | 42          | 2           | 1           | 3               | 0               | 0               | 6                 | 1                 | 0                 | -          | -          | -          | -                              | -                              | -                              | -                              | 51    | 3     | 1     |
| 2012-2013             | SC Braga              | Primeira Liga         | 12          | 1           | 4           | 3               | 0               | 0               | 4                 | 0                 | 0                 | -          | -          | -          | C1                             | 6                              | 1                              | 0                              | 25    | 2     | 4     |
| 2012-2013             | Chakhtar Donetsk      | Premier Liga          | 1           | 1           | 0           | -               | -               | -               | -                 | -                 | -                 | -          | -          | -          | -                              | -                              | -                              | -                              | 1     | 1     | 0     |
| 2013-2014             | Chakhtar Donetsk      | Premier Liga          | 11          | 2           | 0           | 2               | 0               | 0               | -                 | -                 | -                 | -          | -          | -          | C3                             | 1                              | 0                              | 0                              | 14    | 2     | 0     |
| 2014-2015             | Chakhtar Donetsk      | Premier Liga          | 8           | 0           | 0           | 2               | 0               | 0               | -                 | -                 | -                 | -          | -          | -          | C1                             | -                              | -                              | -                              | 10    | 0     | 0     |
| 2015-2016             | Chakhtar Donetsk      | Premier Liga          | 10          | 3           | 1           | 6               | 0               | 2               | -                 | -                 | -                 | -          | -          | -          | C1+C3                          | 2+8                            | 0+0                            | 0+0                            | 26    | 3     | 3     |
| 2016-2017             | Chakhtar Donetsk      | Premier Liga          | 28          | 2           | 5           | 1               | 0               | 0               | -                 | -                 | -                 | 1          | 0          | 0          | C1+C3                          | 2+8                            | 0+0                            | 0+1                            | 40    | 2     | 6     |
| 2017-2018             | Chakhtar Donetsk      | Premier Liga          | 29          | 3           | 8           | 3               | 0               | 1               | -                 | -                 | -                 | 1          | 0          | 2          | C1                             | 8                              | 1                              | 0                              | 41    | 4     | 11    |
| 2018-2019             | Chakhtar Donetsk      | Premier Liga          | 27          | 0           | 7           | 3               | 0               | 1               | -                 | -                 | -                 | 1          | 0          | 0          | C1+C3                          | 6+2                            | 2+0                            | 3+1                            | 39    | 2     | 12    |
| 2019-2020             | Chakhtar Donetsk      | Premier Liga          | 21          | 2           | 5           | 1               | 0               | 0               | -                 | -                 | -                 | 1          | 0          | 0          | C1+C3                          | 6+3                            | 0+0                            | 0+0                            | 32    | 2     | 5     |
| 2020-2021             | Chakhtar Donetsk      | Premier Liga          | 4           | 0           | 0           | -               | -               | -               | -                 | -                 | -                 | -          | -          | -          | C3                             | 1                              | 0                              | 0                              | 5     | 0     | 0     |
| 2021-2022             | Chakhtar Donetsk      | Premier Liga          | 12          | 0           | 2           | 1               | 0               | 1               | -                 | -                 | -                 | 1          | 0          | 1          | C1                             | 7                              | 0                              | 1                              | 21    | 0     | 5     |
| Sous-total            | Sous-total            | Sous-total            | 149         | 13          | 28          | 18              | 0               | 5               | -                 | -                 | -                 | 5          | 0          | 3          | -                              | 56                             | 3                              | 6                              | 228   | 16    | 42    |
| 2022-2023             | LOSC Lille            | Ligue 1               | 23          | 2           | 1           | 2               | 0               | 0               | -                 | -                 | -                 | -          | -          | -          | -                              | -                              | -                              | -                              | 25    | 2     | 1     |
| 2023-2024             | LOSC Lille            | Ligue 1               | 30          | 1           | 1           | 3               | 0               | 0               | -                 | -                 | -                 | -          | -          | -          | C4                             | 6                              | 0                              | 0                              | 39    | 1     | 1     |
| 2024-2025             | LOSC Lille            | Ligue 1               | 16          | 0           | 1           | 2               | 1               | 0               | -                 | -                 | -                 | -          | -          | -          | C1                             | 6                              | 0                              | 0                              | 24    | 1     | 1     |
| Sous-total            | Sous-total            | Sous-total            | 69          | 3           | 3           | 7               | 1               | 0               | -                 | -                 | -                 | -          | -          | -          | -                              | 12                             | 0                              | 0                              | 88    | 4     | 3     |
| Total sur la carrière | Total sur la carrière | Total sur la carrière | 302         | 20          | 36          | 32              | 1               | 5               | 17                | 1                 | 0                 | 5          | 0          | 3          | -                              | 72                             | 4                              | 6                              | 428   | 26    | 50    |

## Palmarès
| Chakhtar Donetsk (14) |
| --- |
| - Champion d'Ukraine : - Champion : 2013, 2014, 2017, 2018, 2019 et 2020. - Vice-champion : 2015, 2016 et 2021. - Coupe d'Ukraine : - Vainqueur : 2016, 2017, 2018 et 2019. - Finaliste : 2014 et 2015. - Supercoupe d'Ukraine : - Vainqueur : 2013, 2015, 2017 et 2021. - Finaliste : 2016, 2018 et 2019 |